# Faten Hamama
Faten Hamama (Arabisch: فاتن حمامة listenⓘ) (El-Mansoera, 27 mei 1931 – Caïro, 17 januari 2015) was een Egyptische film- en tv-actrice.
Hamama begon met acteren toen ze nog een kind was, in de film Yawm Said (يوم سعيد, Gelukkige dag). Ze speelde in bijna 100 films.
Hamama was van 1954 tot '74 getrouwd met Omar Sharif, de bekende Egyptische acteur. In 1974 gingen de twee uiteen, maar bleven samen films maken. Hamama trouwde drie keer. Ze had een zoon en een dochter.
Ze overleed in 2015 op 83-jarige leeftijd. Duizenden fans namen afscheid bij haar begrafenis, die live op tv werd uitgezonden.
- Bibliothèque nationale de France: cb141849407 (data)
- Gemeinsame Normdatei: 1102411396
- International Standard Name Identifier: 0000 0001 2209 0279
- Library of Congress Control Number: n81117164
- Nationale Bibliotheek van Israël: 987007591200605171
- Nederlandse Thesaurus van Auteursnamen: 312808755
- Système universitaire de documentation: 071541144
- Virtual International Authority File: 16099434
- WorldCat: E39PBJcrh4tcQV6XdHHFW7DDv3